# Warren William
Pour les articles homonymes, voir William.
Warren William est un acteur américain né le 2 décembre 1894 à Aitkin, Minnesota (États-Unis), mort le 24 septembre 1948 à Hollywood (Californie).

## Filmographie

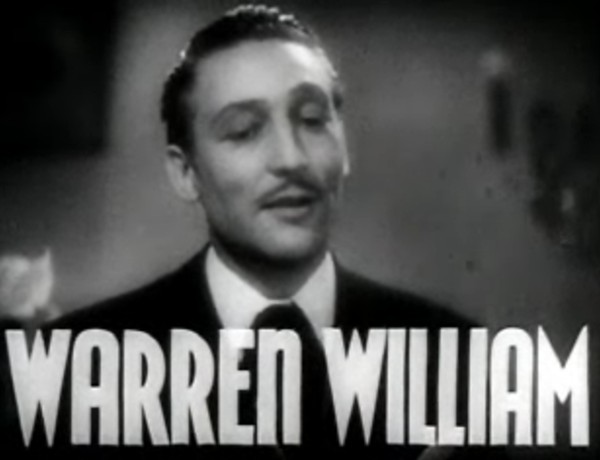
Dans Goodbye Again (1933).

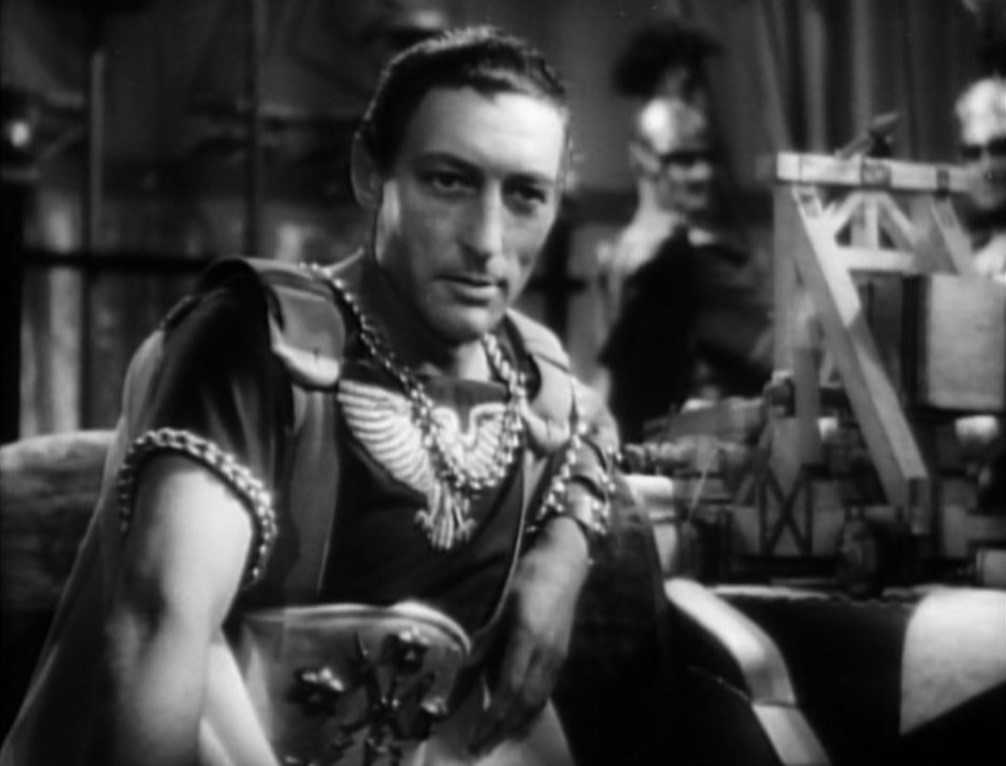
Dans Cléopâtre (1934).

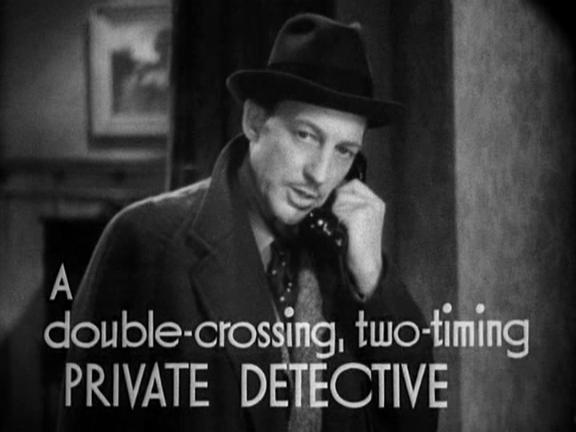
Dans Satan Met a Lady (1936).

- 1922 : Ville maudite (en) (The Town That Forgot God) de Harry F. Millarde : Eben
- 1923 : Pillage (Plunder) de George B. Seitz : Mr. Jones
- 1931 : How I Play Golf, by Bobby Jones No. 7: 'The Spoon' de George Marshall
- 1931 : L'Honneur de la famille (Honor of the Family) de Lloyd Bacon : Capitaine Boris Barony
- 1931 : Expensive Women (en) de Hobart Henley : Neil Hartley
- 1931 : Under 18 d'Archie Mayo : Raymond Harding
- 1932 : La Femme de Monte Carlo (The Woman from Monte Carlo) de Michael Curtiz : Lieutenant d'Ortelles
- 1932 : Beauty and the Boss de Roy Del Ruth : Baron Josef von Ullrich
- 1932 : The Mouthpiece (en) de James Flood et Elliott Nugent : Vincent 'Vince' Day
- 1932 : The Dark Horse d'Alfred E. Green : Hal Samson Blake
- 1932 : Ames de gratte-ciel d'Edgar Selwyn : David 'Dave' Dwight
- 1932 : Une allumette pour trois (Three on a Match) de Mervyn LeRoy : Robert Kirkwood
- 1932 : Le Roi des allumettes (The Match King) de William Keighley et Howard Bretherton : Paul Kroll
- 1933 : Just Around the Corner : Mr. Sears
- 1933 : Entrée des employés (Employees' Entrance) de Roy Del Ruth : Kurt Anderson
- 1933 : The Mind Reader de Roy Del Ruth : Chandra' Chandler
- 1933 : Chercheuses d'or de 1933 (Gold diggers of 1933) de Mervyn LeRoy : J. Lawrence Bradford
- 1933 : Goodbye Again de Michael Curtiz : Kenneth L. 'Ken' Bixby
- 1933 : Grande Dame d'un jour (Lady for a Day) de Frank Capra : Dave the Dude - Dave Manville
- 1934 : Bedside de Robert Florey : Bob Brown ou J. Herbert Martell
- 1934 : L'Homme de quarante ans (Upperworld) de Roy Del Ruth : Allexander 'Alex' Stream
- 1934 : Smarty de Robert Florey : Tony Wallace
- 1934 : Docteur Monica (Dr. Monica) de William Keighley et William Dieterle : John Braden
- 1934 : The Dragon Murder Case (en) de H. Bruce Humberstone : Philo Vance
- 1934 : La Maison du chien qui hurle (The Case of the Howling Dog) d'Alan Crosland : Perry Mason
- 1934 : Images de la vie (Imitation of Life) de John M. Stahl : Stephen 'Steve' Archer
- 1934 : Cléopâtre (Cleopatra) de Cecil B. DeMille : Jules Caesar
- 1934 : Mariage secret (The Secret Bride) de William Dieterle : Robert 'Bob' Sheldon
- 1935 : Sur le velours (Living on Velvet) de Frank Borzage : Walter 'Gibraltar' Pritcham
- 1935 : The Case of the Curious Bride : Perry Mason
- 1935 : Ne pariez pas sur les blondes (Don't Bet on Blondes) : Oscar 'Odds' Owen
- 1935 : The Case of the Lucky Legs : Perry Mason
- 1935 : La Veuve de Monte-Carlo (The Widow from Monte Carlo) d'Arthur Greville Collins : Major Allan Chepstow
- 1936 : Times Square Playboy : Victor 'Vic' Arnold
- 1936 : Satan Met a Lady : Ted Shayne
- 1936 : The Case of the Velvet Claws : Perry Mason
- 1936 : Stage Struck : Fred Harris
- 1936 : Go West, Young Man : Morgan
- 1937 : Outcast : Dr. Phillip Jones
- 1937 : Midnight Madonna : Blackie Denbo
- 1937 : L'Espionne de Castille (The Firefly) : Colonel de Rouchemont
- 1937 : Madame X : Bernard Fleuriot
- 1938 : Le Retour d'Arsène Lupin (Arsène Lupin Returns) : Steve Emerson
- 1938 : Après la tempête (The First Hundred Years) de Richard Thorpe : Harry Borden
- 1938 : Femmes délaissées  (Wives Under Suspicion) de James Whale : District Attorney Jim Stowell
- 1939 : L'Empreinte du loup solitaire (The Lone Wolf Spy Hunt) : Michael Lanyard alias "Le loup solitaire"
- 1939 : The Gracie Allen Murder Case : Philo Vance
- 1939 : L'Homme au masque de fer (The Man in the Iron Mask) : Philippe D'Artagnan
- 1939 : Dîner d'affaires (Daytime wife) : Bernard 'Barney' Dexter
- 1940 : The Lone Wolf Strikes : Michael Lanyard
- 1940 : The Lone Wolf Meets a Lady : Michael Lanyard
- 1940 : Lillian Russell de Irving Cummings : Jesse Lewisohn
- 1940 : Sur la piste des vigilants (Trail of the Vigilantes) d'Allan Dwan : Mark Dawson
- 1940 : Arizona : Jefferson Carteret
- 1941 : The Lone Wolf Keeps a Date : Michael Lanyard
- 1941 : The Lone Wolf Takes a Chance : Michael Lanyard
- 1941 : L'Appel du Nord (Wild Geese Calling), de John Brahm : Blackie
- 1941 : Secrets of the Lone Wolf : Michael Lanyard
- 1941 : Le Loup-garou (The Wolf Man) : Dr. Lloyd
- 1942 : Wild Bill Hickok Rides (en) de Ray Enright : Harry Farrel
- 1942 : Counter-Espionage : Michael Lanyard
- 1943 : One Dangerous Night : Michael Lanyard
- 1943 : Passport to Suez d'André de Toth : Michael Lanyard
- 1945 : Strange Illusion : Brett Curtis
- 1946 : Frayeur (Fear) : Police Capt. Burke
- 1947 : Bel-Ami (The Private Affairs of Bel Ami) : Laroche-Mathieu

## Théâtre
- 1926 : Twelve Miles Out